# Lubomír Odehnal
Lubomír Odehnal (* 28. března 1959) je bývalý český fotbalista, záložník.

## Fotbalová kariéra
V československé lize hrál za Baník Ostrava. Nastoupil ve 107 utkáních a dal 15 gólů. V nižších soutěžích hrál i za TJ Gottwaldov a SK Hanácká Slavia Kroměříž. V Poháru UEFA nastoupil ve 4 utkáních.

## Ligová bilance
| Ročník                                   | Zápasy | Góly | Klub          |
| ---------------------------------------- | ------ | ---- | ------------- |
| 1. československá fotbalová liga 1982/83 | 10     | 2    | Baník Ostrava |
| Česká národní fotbalová liga 1982/83     | 5      | 1    | TJ Gottwaldov |
| Česká národní fotbalová liga 1983/84     | 12     | 2    | TJ Gottwaldov |
| 1. československá fotbalová liga 1983/84 | 16     | 2    | Baník Ostrava |
| 1. československá fotbalová liga 1984/85 | 23     | 1    | Baník Ostrava |
| 1. československá fotbalová liga 1985/86 | 18     | 3    | Baník Ostrava |
| 1. československá fotbalová liga 1986/87 | 23     | 6    | Baník Ostrava |
| 1. československá fotbalová liga 1987/88 | 17     | 1    | Baník Ostrava |
| Česká národní fotbalová liga 1988/89     | 29     | 3    | TJ Gottwaldov |
| CELKEM 1. liga                           | 107    | 15   |               |